# قله پایک
قله پایک یا پایکس پیک بلندترین کوه رشته کوه فرانت از کوه‌های راکی در آمریکای شمالی است. ارتفاع این قله ۴٬۳۰۲ متر است و در ۱۹٫۳ کیلومتری کلرادو اسپرینگز واقع شده است. این قله به افتخار زبلون پایک، پایکس پیک یا «قله پایکس» نامگذاری شده است.
تمام دامنه‌های کوه تا ارتفاع ۳۶۵۰ متر از جنگل‌های همیشه‌سبز پوشیده شده است. بالاتر از این ارتفاع، دامنه‌ها همه تقریباً لخت است. خود قله تخت و وسیع است. دید از بالای قله به اطراف، در همه‌سو منظره کوه و دشت و دریا و رود است.
بین سال‌های ۱۹۳۹ و ۱۹۸۴ بر روی کوه پایکس پیست اسکی وجود داشت اما به خاطر کمبود برف بسته شد. به نسبت کوه‌های دیگر اطراف این منطقه بر روی قله پایکس برف کمی می‌بارد. کوشش‌هایی برای پوشاندن قله با برف مصنوعی انجام شده است، اما به خاطر وزش بادهای قوی این برف‌ها چندان دوامی نداشتند.
هرساله افراد زیادی به این محل می‌روند اما از کوه بالا نمی‌روند، بلکه سوار واگنی می‌شوند که روی خط آهن با چرخ دندانه‌دار حرکت می‌کند و مسافران را به قله می‌رساند. با خودرو نیز می‌توان به قله پایک رسید زیرا گرداگرد کوه بر دامنه‌های آن جاده احداث شده است. از اکتبر ۲۰۱۱ نیمه آخر جاده‌ای که به قله می‌رود آسفالت شده است اما این جاده دارای حفاظ‌های ایمنی نیست.
در بالای قله یک فروشگاه کوچک یادگاری‌ها وجود دارد. در آنجا همچنین یادمانی به افتخار سرود میهنی آمریکا زیبا است برپا شده است. چون در قله هوا بسیار رقیق و در نتیجه فشار آن بسیار کم است، کسانی که به پایک می‌روند در بالای آن زیاد توقف نمی‌کند.

## پیشینه
ایالات متحده آمریکا در سال ۱۸۰۳ در حدود یک و نیم میلیون کیلومتر مربع زمین از دولت فرانسه خریداری کرد. این سرزمین از یک طرف به رود می‌سی‌سی‌پی و از طرف دیگر به کوه‌های راکی محدود می‌شد. در تاریخ ایالات متحده، این پهنه وسیع و عمل خرید آن به نامه معامله لوئیزیانا معروف شده است.
معامله در زمان ریاست جمهوری توماس جفرسون انجام گرفت. جفرسون پس از این معامله می‌خواست دربارهٔ چند و چون زمینی که خریده است اطلاعات بیشتری به دست آورد. این بود که عده‌ای را به پویش این سرزمین فرستاد. یکی از پویندگان ستوان زبلون پایک بود.
پایک در سرزمینی که امروز به نام کلرادو نامیده می‌شود به کوه‌های راکی رسید. در این کوه‌ها یک قله از همه زودتر به چشم می‌خورد. تا آنجا که تاریخ آمریکا نشان می‌دهد پایک نخستین سفیدپوستی بود که این قله را می‌دید. از این‌رو این قله نیز به افتخار او نامگذاری شده است.
پایکس پیک مشهورترین قله رشته کوه راکی است اما بلندترین قله آن نیست. رسیدن به نوک این قله آسان‌تر از قله‌های مرتفع دیگر این رشته کوه است. هر سال هزاران نفر به تماشای این قله می‌روند. شهر کلرادو اسپرینگز در نزدیکی این کوه از مناطق گردشگری است.
پس از سرخپوستان آمریکایی، نخستین کسی که به قله پایکس صعود کرد دکتر ادوین جیمز بود. در سال ۱۸۵۸ در نزدیکی این کوه طلا پیدا شد و شمار زیادی از جویندگان طلا به این محل جذب شدند.